# Torsten Lord
Torsten Hjalmar Lord, född 2 mars  1904 i Nacka, död 4 februari 1970 i Lidingö, var en svensk seglare.
Han seglade för KSSS. Han blev olympisk bronsmedaljör i Berlin 1936 och i London 1948. Lord är begravd på Norra begravningsplatsen utanför Stockholm.